# Eatoniella minima
Eatoniella minima is een slakkensoort uit de familie van de Eatoniellidae. De wetenschappelijke naam van de soort is voor het eerst geldig gepubliceerd in 1925 door Thiele.